# Bogrówka
Bogrówka (ukr. Богрівка) – wieś na Ukrainie, w  obwodzie iwanofrankiwskim, w rejonie bohorodczańskim.

## Bibliografia

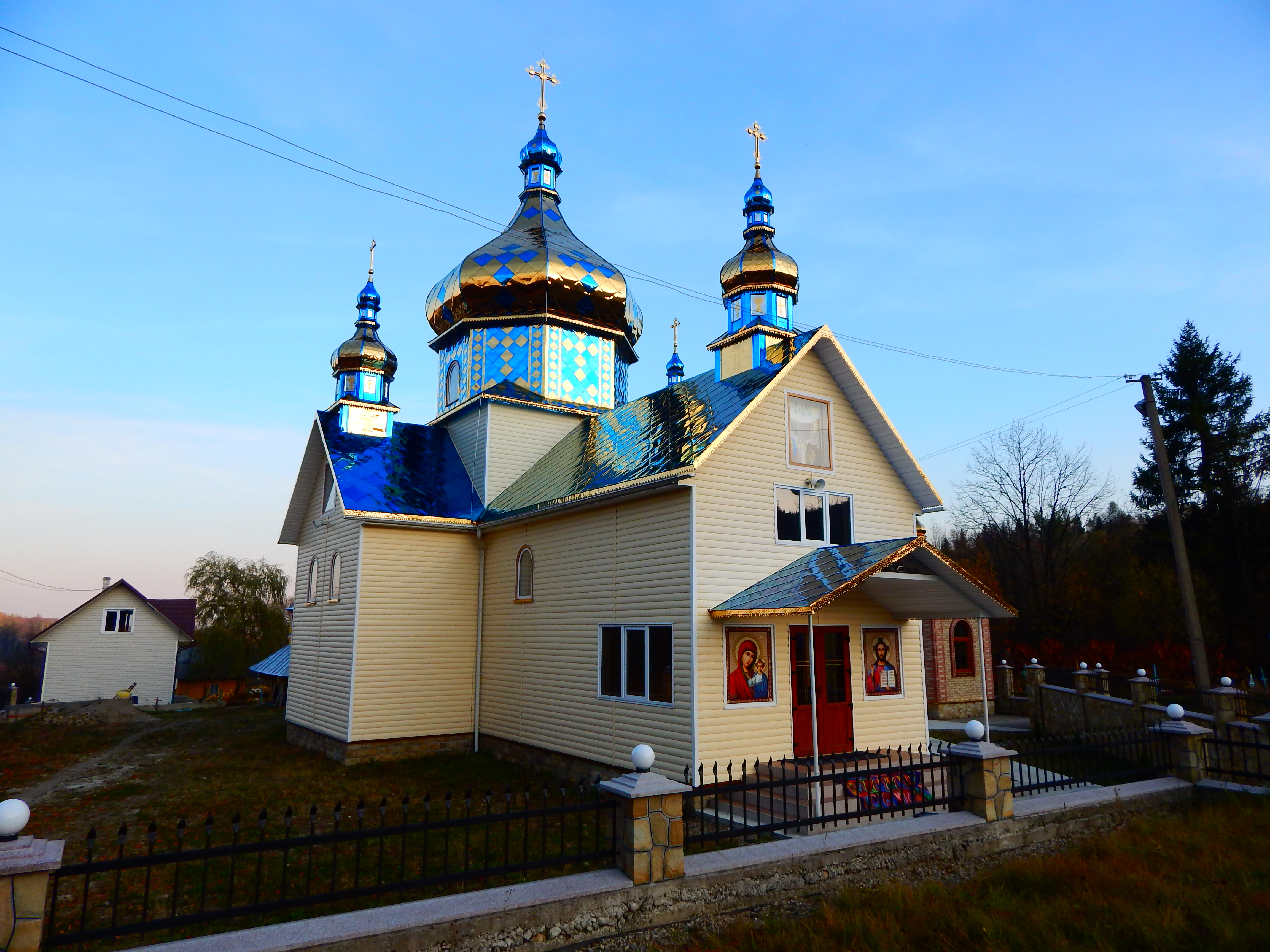
Cerkiew